# Ray (álbum de L'Arc~en~Ciel)
El primer día de julio de 1999 se lanzaron dos álbumes de L'Arc~en~Ciel: ark y ray. Ambos superaron los 2 millones de copias vendidas, ocupando el primer y segundo puesto del ranking y comercializándose simultáneamente en 7 países de Asia.
Ray contiene 4 de los tantos sencillos lanzados ese año. Tres de ellos, Shinshoku -lose control- (incluida en la banda sonora de la película Godzilla), Kasou y HONEY (su primer sencillo en superar el millón de copias) fueron lanzados el mismo día, para más tarde sacar Snow Drop.

## Lista de canciones
| #   | Título                   | Compuesta por:                                                                         |
| --- | ------------------------ | -------------------------------------------------------------------------------------- |
| 1.  | Shi no Hai               | hyde (letra) tetsu (música) L'Arc~en~Ciel y Hajime Okano (arreglos)                    |
| 2.  | It's the end             | hyde (letra) ken (música) L'Arc~en~Ciel y Hajime Okano (arreglos)                      |
| 3.  | HONEY                    | hyde (letra y música) L'Arc~en~Ciel y Hajime Okano (arreglos)                          |
| 4.  | Sell my Soul             | hyde (letra y música) L'Arc~en~Ciel y Hajime Okano (arreglos)                          |
| 5.  | snow drop [ray mix]      | hyde (letra) tetsu (música) L'Arc~en~Ciel y Hajime Okano (arreglos) *Versión del álbum |
| 6.  | L'heure                  | yukihiro (letra y música) L'Arc~en~Ciel y Hajime Okano (arreglos)                      |
| 7.  | Kasou                    | hyde (letra) ken (música) L'Arc~en~Ciel y Hajime Okano (arreglos)                      |
| 8.  | Shinshoku -lose control- | hyde (letra) ken (música) L'Arc~en~Ciel y Hajime Okano (arreglos)                      |
| 9.  | trick                    | yukihiro (letra y música) L'Arc~en~Ciel y Hajime Okano (arreglos)                      |
| 10. | Ibara no namida          | hyde (letra y música) L'Arc~en~Ciel y Hajime Okano (arreglos)                          |
| 11. | the silver shining       | hyde (letra) ken (música) L'Arc~en~Ciel y Hajime Okano (arreglos)                      |

## Vídeos promocionales
- L'Arc~en~Ciel - Shinshoku -lose control-
- L'Arc~en~Ciel - HONEY
- L'Arc~en~Ciel - Kasou
- L'Arc~en~Ciel - Snow drop

- Datos: Q2703015